# Spargania daphne
Spargania daphne là một loài bướm đêm trong họ Geometridae.